# Milos Kerkez
Milos Kerkez (ur. 7 listopada 2003 we Vrbasie) – węgierski piłkarz serbskiego pochodzenia występujący na pozycji obrońcy w angielskim klubie Liverpool oraz reprezentacji Węgier.

## Kariera
Milos Kerkez dołączył do drużyny juniorskiej Rapidu Wiedeń w 2014 i grał w niej do 2019 roku, kiedy przeszedł do Hódmezővásárhelyi FC, a następnie do Győri ETO FC.
W lutym 2021 podpisał kontrakt z młodzieżową drużyną A.C. Milanu, a 17 lipca 2021 rozegrał towarzyski mecz w seniorskiej drużynie przeciwko Pro Sesto 1913. Jednakże po roku postanowił odejść z klubu.
29 stycznia 2022 podpisał umowę na grę w holenderskim zespole AZ Alkmaar, obowiązującą do końca czerwca 2026. Według Nemzeti Sport, w maju 2023 pozyskaniem zawodnika zainteresowana była SL Benfica, jednak nie zaakceptowała ona proponowanej kwoty 20 milionów euro.
20 lipca 2023 Milos Kerkez podpisał kontrakt z A.F.C. Bournemouth.